# Stefano Colonna
Stefano Colonna (* erstes Viertel des 14. Jahrhunderts  in Rom; † 1378 oder 1379 ebenda) war ein Kardinal der Römischen Kirche.

## Leben
Er war ein Sohn von Pietro Colonna, genannt Sciarretta, der Bruder von Kardinal Agapito Colonna und stammte aus der weitverzweigten römischen Adelsfamilie der Colonna. Von seinen Zeitgenossen wurde er auch Stefanello genannt.
Zunächst war Stefano Colonna Gouverneur der Marca Anconitana (Mark Ancona). Er war Legat von Papst Gregor XI. in der Republik Genua, um den Frieden zwischen dem Dogen von Genua und dem König von Zypern wiederherzustellen. Stefano Colonna wurde Apostolischer Protonotar und Propst von Saint-Omer in der Diözese Thérouanne.
Papst Urban VI. kreierte Stefano Colonna im Konsistorium vom 18. September 1378 zum Kardinaldiakon, Stefano starb jedoch kurz darauf in Rom, ohne eine Titeldiakonie erhalten zu haben. Er wurde in der Familiengruft in der Bethlehem-Krypta unter dem Hauptaltar der Basilika Santa Maria Maggiore beigesetzt.